# Papillaria renauldii
Papillaria renauldii är en bladmossart som beskrevs av Bescherelle in Renauld 1888. Papillaria renauldii ingår i släktet Papillaria och familjen Meteoriaceae. Inga underarter finns listade i Catalogue of Life.